# سلمى يوسف
سلمى يوسف (مواليد 29 ديسمبر 1994، القاهرة) هي لاعبة اسكواش مصرية محترفة. اعتبارًا من فبراير 2018، احتلت المرتبة رقم 223 على مستوي العالم. شاركت في العديد من بطولات الاتحاد الدولي لمحترفي الاسكواش الاحترافية، وفازت ببطولة Lagos International Squash Classic لعام 2018. وصلت سلمى إلى المركز 59 على مستوى العالم في يناير 2020، وهو أفضل ترتيب له. وهي لاعبة نادي المعادي الرياضي.

## السيرة
شاركت في بطولة العالم للاسكواش 2019-20 لأول مرة، حيث خسرت في المبارة الأولى أمام كاميل سيرم.
شاركت سلمى يوسف في جولة PSA العالمية لأول مرة عام 2009، وفازت بلقبها. حققت أفضل ترتيب لها في التصنيف العالمي، عندما وصلت إلى المركز 59 في يناير 2020.
أنضمت إلى psa world tour في بداية عام 2017، وكان عليها الانتظار لمدة عام فقط قبل أن تحقق فوزها الأول. فازت سلمى على مواطنته منة ناصر لتفوز بلقب لاجوس إنترناشونال سكواش كلاسيك ثم واصلت الوصول إلى الدور نصف النهائي في بطولة Assore ،Balwin Gauteng Open ،Chamberlain Squash Open.
جاءت سلسلة من النتائج الثمانية الأخيرة في عامي 2018 و2019، تشمل Racquet Club Pro-Series وJC Women’s Open، إلى جانب الظهور في نصف نهائي في Growthpoint S.A Open، وDelhi Leg of the HCL SRFI Indian Tour.
اخترقت سلمى قائمة أفضل 60 مصنفة لأول مرة في الجزء الأول من عام 2020، لكنه ظهرت ثلاث مرات فقط في الجولة في ذلك العام، ويرجع ذلك أساسًا إلى تعليق الجولة لمدة ستة أشهر بسبب مرض فيروس كورونا 2019. كان الوصول إلى دور 16 من سلسلة Racquet Club Pro أفضل نتيجة لها هذا العام.
تخرجت سلمى من جامعة نورثمبريا.

## إنجازات
- فازت بلقب من الاتحاد الدولي لمحترفي الاسكواش: 1

## روابط خارجية
سلمى يوسف على موقع الاتحاد الدولي لمحترفي الاسكواش (مؤرشف) (الإنجليزية)
- سلمى يوسف على موقع SquashInfo.com (الإنجليزية)